# Zvonička (rozhledna)
Rozhledna Zvonička stojí na vrcholu terénní vlny nedaleko Otmíčů. Na svahu pod rozhlednou se rozkládá nově vysazená vinice, ve špici je zavěšen zvon, sloužící k plašení špačků. Rozhledna se nalézá v oploceném areálu a je přístupná jen po předběžné domluvě.